# Zolmitriptan
Zolmitriptan ist ein selektiver Serotoninagonist aus der Gruppe der Triptane und wird als Arzneistoff in der Akuttherapie der Migräne eingesetzt. Zusätzlich besteht eine Zulassung für Zolmitriptan als Nasenspray zur Behandlung von Cluster-Kopfschmerz-Attacken. Zolmitriptan unterliegt in Deutschland der ärztlichen Verschreibungspflicht.

## Pharmakologie

### Wirkmechanismus
Zolmitriptan ist ein selektiver Agonist an den Serotonin-Rezeptoren 5-HT1B und 5-HT1D, welche auf zerebralen Blutgefäßen und präsynaptisch auf Neuronen vorkommen. Eine Aktivierung dieser Rezeptoren durch Zolmitriptan führt somit während eines Migräneanfalls einerseits zu einer Konstriktion der dilatierten zerebralen Blutgefäße und andererseits zu einer Verminderung der Ausschüttung von Entzündungsmediatoren.

### Nebenwirkungen
Neben unspezifischen Nebenwirkungen und Effekten, die möglicherweise auf die Grunderkrankung Migräne zurückzuführen sind (z. B. Schwindel, Übelkeit), können gelegentlich QTc-Zeit-Verlängerungen sowie weitere Herz-Kreislaufstörungen (z. B. Tachykardie, Blutdruckanstieg) auftreten. Seltene Nebenwirkungen der Anwendung von Zolmitriptan sind der Angina Pectoris ähnliche Druck- und Beklemmungsgefühle der Brust, die auf eine Konstriktion der Herzkranzgefäße zurückgeführt werden.
Die Arzneimittelkommission der deutschen Ärzteschaft (AkdÄ) berichtet im Januar 2013: Peripherer arterieller Verschluss im Zusammenhang mit Zolmitriptan (Aus der UAW-Datenbank).

### Wechselwirkungen
Zolmitriptan sollte nicht mit Ergotamin kombiniert eingesetzt werden, da eine erhöhte Gefahr von Koronarspasmen besteht. Hemmstoffe der Monoaminooxidase (MAO-Hemmer) und des Cytochrom-P450-Enzymsystems können den Abbau von Zolmitriptan verlangsamen.
Die amerikanische Gesundheitsbehörde FDA warnt vor der potenziell lebensbedrohlichen Wechselwirkung des Serotonin-Syndroms (der Körper kumuliert zu viel Serotonin im Nervensystem) bei gleichzeitiger Einnahme eines Triptans und eines Antidepressivums aus der Gruppe der SSRI (Selektive Serotonin-Wiederaufnahmehemmer) oder der SNRI (Selektive Serotonin- und Noradrenalin-Wiederaufnahmehemmer), wenn Triptane zusammen mit einem SSRI oder einem SNRI eingenommen werden. Symptome des Serotonin-Syndroms können Ruhelosigkeit, Halluzinationen, Verlust der Koordination, schneller Herzschlag, Blutdruckschwankungen, erhöhte Körpertemperatur, gesteigerte Reflexe, Übelkeit, Erbrechen und Durchfall einschließen.

## Chemie
Zolmitriptan gehört zur Gruppe der Triptane. Es ist eine Weiterentwicklung des Sumatriptans mit veränderten pharmakokinetischen Eigenschaften. Insbesondere ist das Molekül weniger polar, so dass es besser aus dem Darm resorbiert wird und besser die Blut-Hirn-Schranke durchdringt.